# 斷頭洲
斷頭洲（英語：Tuen Tau Chau，又稱斬頸洲），是香港的一個島嶼，地區行政上屬於西貢區，是橋咀郊野公園的一部分。它位於滘西洲石刻對出海面。斷頭洲上並沒有居民居住。
斷頭洲是一個浮潛勝地。

## 形成及命名
該處長期受到海浪拍打侵蝕，令海蝕柱（即斬頸洲）和主島（即東平洲）分開，形成海穴，中間呈現了約3米寬的通風隧道。有人認爲這裏就像是被巨人用利劍把岩岸一分為二，故取名斬頸洲。